# Метър в секунда
Метър за секунда (или метър в секунда) (означение: m/s или m.s-1, в популярни издания се използва и м/с) е производна единица за измерване на скорост в системата SI. Тяло, което се движи със скорост 1 m/s, изминава всяка секунда разстояние от 1 метър.
- 1 m/s = 3,6 km/h
- 1 km/h = 0,28 m/s

Въпреки че m·s−1 е производна SI единица, тя сякаш е по-основна от метъра, тъй като последният е дефиниран чрез скоростта на светлината във вакуум, която е определена от BIPM точно на 299 792 458 m/s. Именно оттук следва определението, че един метър е дължината на пътя, изминат от светлината във вакуум за интервал от време 1/299 792 458 от секундата.,